# 성포고등학교
성포고등학교(聲浦高等學校)는 대한민국 경기도 안산시 상록구 성포동에 위치한 공립 고등학교이다.

## 학교 연혁
- 2005년 12월 26일 : 성포고등학교 36학급(특수 3학급) 설립 인가
- 2006년 3월 1일 : 성포고등학교 개교
- 2006년 3월 1일 : 초대 리종영 교장 취임
- 2006년 3월 3일 : 보통과 12학급 477명(특수 5명) 입학
- 2008년 2월 14일 : 5층 교실(10실) 증축 준공
- 2009년 2월 11일 : 제1회 졸업장 수여식(442명)
- 2023년 1월 19일 : 제14회 졸업장 수여식(294명)
- 2023년 3월 1일 : 제4대 김학범 교장 취임
- 2023년 3월 2일 : 보통과 11학급 298명(특수 9명) 입학

## 참고 자료
- 성포고등학교 - 한국교육학술정보원 학교알리미